# Alitarco
Los alitarcos (en griego ἀλυτάρχης) eran sacerdotes de Antioquía en Siria.
En los juegos establecidos en honor de los dioses, presidía a los oficiales o empleados los cuales llevaban unas varas para hacer apartar la gente y mantener el orden. Era también el nombre del que presidía los juegos olímpicos. 
Van-Dale prueba contra Lefevre y Prideaux que este oficio era distinto del de helanódica, pero que podía suplirse por este último. Los alitarcos eran los jefes de los mastigoforos. Se tributaba tantos respetos a estos oficiales como al mismo Júpiter. Su traje era magnífico, llevaban coronas enriquecidas de diamantes, cetros de marfil, calzado de púrpura, etc.